# BMW i3

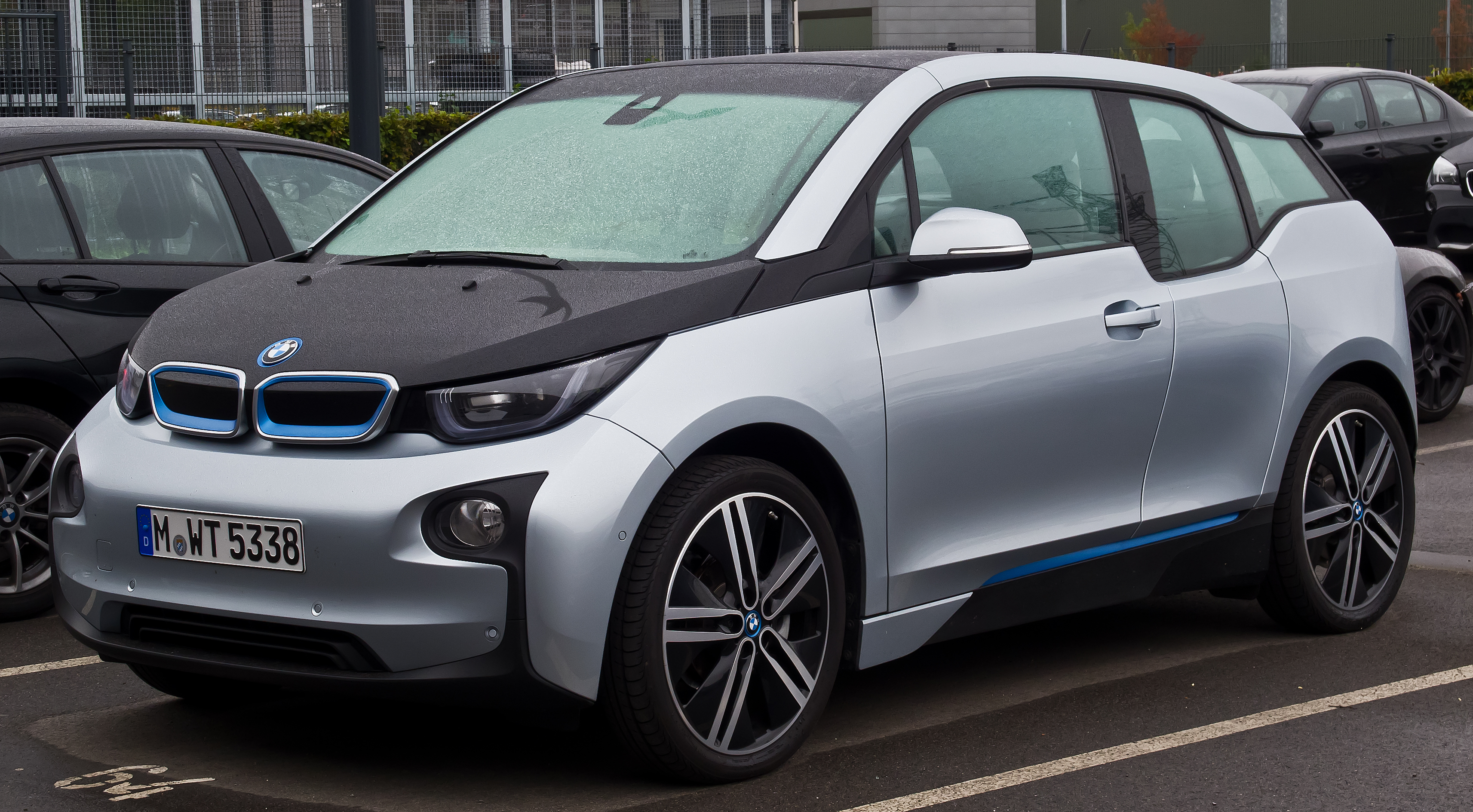
BMW i3 정측면

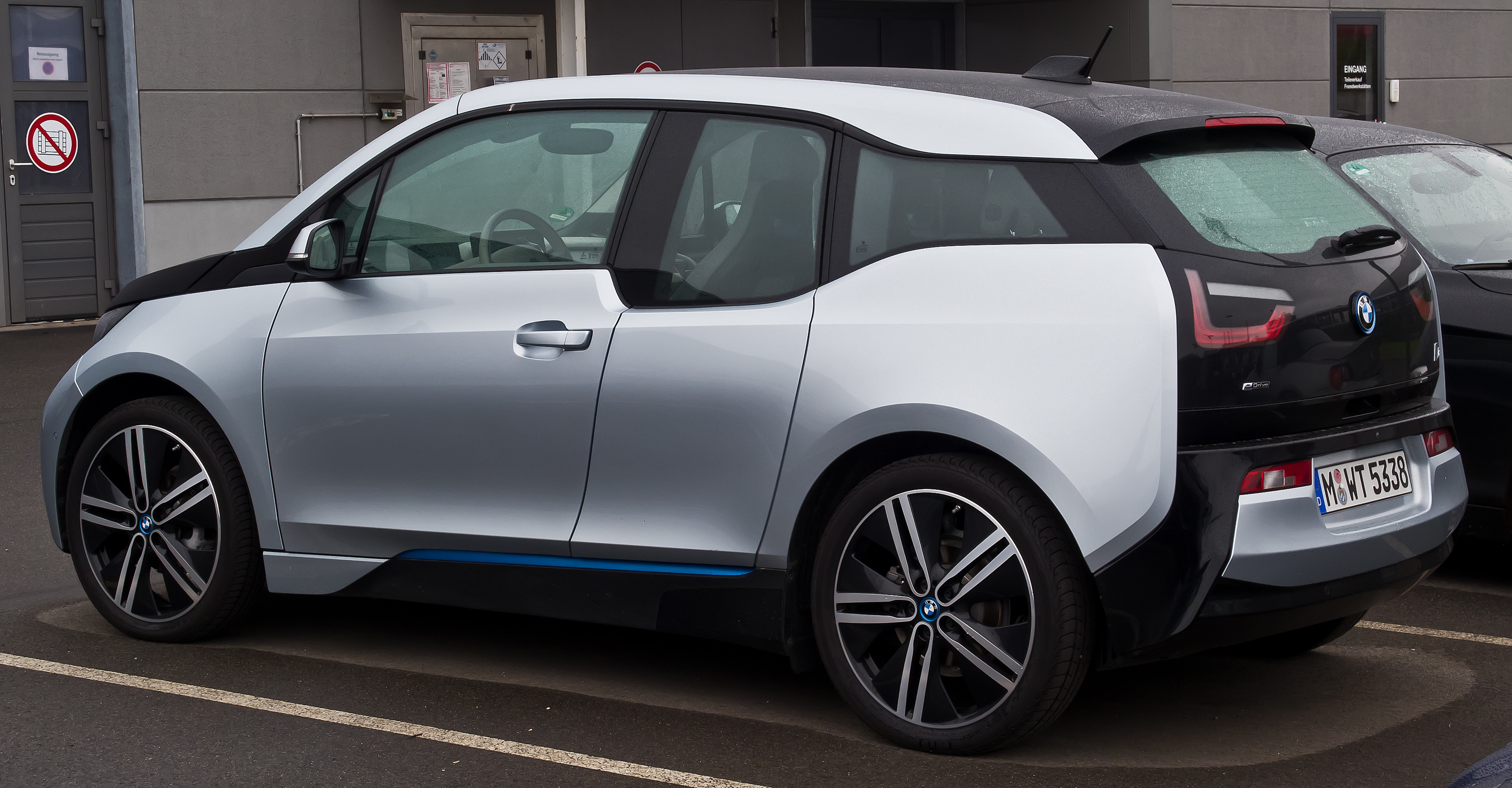
BMW i3 후측면

BMW i3는 독일 BMW가 2013년에 출시한 승용 전기자동차로, 대한민국에서는 최초의 수입 전기자동차로 판매를 시작했다. 탄소 섬유 강화 플라스틱(CFRP) 등 초경량 소재를 적용하고, 드라이브 모듈에도 대부분 알루미늄을 사용해 공차 중량을 1,300kg으로 줄였다. B 필러를 없애고, 도어가 양쪽으로 열리는 코치 도어를 적용해 공간 활용성을 높였다. 100% 충전하는데 완속 충전은 3시간이 걸리며, 급속 충전은 30분 만에 80%를 충전할 수 있다. BMW가 자체 개발한 i 리모트 앱을 스마트 기기에 설치하면 기기가 차량과 연동돼 문, 창문, 트렁크 등을 원격 조작할 수 있고, 예약 충전 등도 할 수 있다.
2022년에 단종을 발표했다.

## 대용량 배터리
2017년형 BMW i3는 기존 모델의 60Ah형 배터리보다 용량이 약 56.6% 늘어난, 33kWh급(94 Ah) 대용량 리튬 이온 배터리를 장착했다. 유럽 복합 연비로 환산 시 최대 300km 주행 가능하다. 에어컨 또는 열선 기능을 상시 켜둔 상태서도 200km를 주행한다.

## 경쟁차와 비교
- 쉐보레 볼트, 2016년말 대량생산, 37,500달러, 1회충전 383km
- 테슬라 모델 3, 2017년말 대량생산, 35,000달러, 1회충전 326km
- 아우디 e-트론, 2018년 양산, 1회충전 500km
- 현대 아이오닉 EV, 2018년 양산, 1회충전 320km

## 같이 보기
- 자동 주차